# Auslandsjournal
Das auslandsjournal (Eigenschreibweise auch auslands journal) ist eine wöchentliche Sendung des Zweiten Deutschen Fernsehens; es berichtet als Nachfolgemagazin von Ortszeit seit 1973 über Ereignisse außerhalb Deutschlands. Es ist das Programmfenster für die Hauptredaktion Politik und Zeitgeschehen des ZDF. In einer halben Stunde werden üblicherweise vier Reportagen aus vier Ländern gezeigt.

## Geschichte
1976 wurden 49 Sendungen ausgestrahlt mit einer durchschnittlichen Einschaltquote von 17 Prozent (ZDF-Jahrbuch 1976).
Seit Mitte/Ende der 1980er Jahre war der Sendeplatz traditionell der Donnerstagabend um 21:15 Uhr. Ein längerer Versuch, den Sendeplatz auf den Montag zu verschieben, wurde wieder zugunsten des Donnerstagabends zurückgenommen. Vor der Verlegung auf den Donnerstagabend wurde das auslandsjournal immer freitags um 19:30 Uhr ausgestrahlt. Aktueller Sendeplatz ist Mittwoch um 22:15 Uhr, direkt im Anschluss an das heute-journal.
Als Titelmelodie dient fast seit Beginn an eine Sequenz des Instrumentalstücks Good Company, das 1975 in Großbritannien auf einem gleichnamigen Album des Labels Music De Wolfe erschien. Das Stück wurde, wie auch alle übrigen des Albums, von den Musikern Simon Park und Gordon Grant realisiert. Im Laufe der Jahrzehnte wurde das Intro mehrfach variiert, die Melodie ist in ihren Grundzügen jedoch stets erkennbar geblieben. 2018 wurde das Design der Sendung komplett überarbeitet. Davon sind das Logo, das Studio und der Vorspann betroffen.
Von Mai 2011 bis etwa 2020 war der letzte Beitrag der Sendung ein außendienst. Hierbei versuchten sich Auslandsreporter weltweit in landestypischen Berufen und Traditionen. Als außendienst-Reporter aktiv waren unter anderen Aline Abboud, Lennart Behnke, Aminata Belli, Ron Boese, Benjamin Daniel, Melanie Haack, Sabrina Hermsen, Anja Heyde, Lisa Jandi, Julia Theres Held, Eric Mayer, Anja Roth, Jo Schück, Jennifer Sieglar und Andreas Stamm.
Laut ZDF kostete 2014 eine Ausgabe rund 54.000 Euro.

## Moderatoren
Seit 16. Juli 2014 ist Antje Pieper Moderatorin des auslandsjournals. Vom 4. Februar 2009 bis zum 28. Mai 2014 wurde die Sendung von Theo Koll moderiert, von September 2001 bis Januar 2009 von Dietmar Ossenberg, dem ehemaligen ZDF-Korrespondenten in Kairo.

### Derzeitige Moderatoren
- seit 2025: Shakuntala Banerjee (zugleich Leiterin der Hauptredaktion Politik und Zeitgeschehen)
- seit 2014: Antje Pieper
- seit 2011: Andreas Klinner (vertretungsweise)

### Ehemalige Moderatoren
- 2014–2024: Matthias Fornoff (zugleich Leiter der Hauptredaktion Politik und Zeitgeschehen)
- 2009–2014: Theo Koll (zugleich Leiter der Hauptredaktion Außenpolitik bzw. Politik und Zeitgeschehen)
- 2005–2007: Andreas Wunn
- 1998–2001: Peter Frey (zugleich Leiter der Hauptredaktion Außenpolitik)
- 1994–1996: Susanne Gelhard
- 1993–1998: Joachim Holtz (zugleich Leiter der Hauptredaktion Außenpolitik)
- 1992–1993, 2001–2009: Dietmar Ossenberg
- 1990–1992: Ulrich Kienzle (zugleich Leiter der Hauptredaktion Außenpolitik)
- 1989–1991: Eva Maria Thissen
- 1989: Horst Schättle (zugleich Leiter der Hauptredaktion Außenpolitik)
- 1984–1988: Horst Kalbus
- 1981–1984: Peter Berg
- 1977–1980: Gerd Helbig
- 1975–1977: Karl-Heinz Schwab
- 1973–1988: Carl Weiss
- 1973–1988: Norbert Harlinghausen
- 1973–1988: Rudolf Radke (zugleich Leiter der Hauptredaktion Außenpolitik)
- 1973–1975: Uwe Kröger (Leiter der Gründungsredaktion)
- Gustav Trampe

## auslandsjournal extra
Im Frühjahr 1989 schuf 3sat einen Sendeplatz für ein außenpolitisches Magazin. Es bestand hauptsächlich aus Beiträgen, die zuvor im auslandsjournal ausgestrahlt wurden. Deshalb behielt die Sendung ihren Namen bei, wurde aber von ZDF-Moderatoren neu moderiert. Ende 1990 wurde der Name ausland eingeführt. Inhaltlich wurde auch mit neuen Beiträgen informiert. Die Sendeplätze wechselten und ab Oktober 1995 war ausland jeden Samstagabend um 18:30 Uhr zu sehen. Im Januar 1997 bekam die Sendung auch ein neues Design, um das eigenständige Profil zu unterstreichen. Seit Dezember 1999 trägt die Sendung den Titel auslandsjournal extra und wurde freitags um 21:30 Uhr bei 3sat gezeigt.
Seit März 2020 ist die Ausstrahlung auf Donnerstag gegen 22:30 Uhr verlegt. Hatte sich vor der Verlegung auslandsjournal extra noch um einen bis zwei Beiträge vom auslandsjournal unterschieden, ging nach der Verlegung ein eigenständiger Charakter mehr und mehr verloren. Seit 2021 stellt sich das auslandsjournal extra überwiegend als Wiederholung des vortägigen auslandsjournals dar, zu dem Antje Pieper oder ihr Vertreter nur die Begrüßung und am Sendungsende die Anmoderation der jeweils folgenden Sendung ändert. Es kommen aber auch weiterhin die eigenständigen Moderatoren Linda Kierstan und Lisa Mittrücker zum Einsatz. Ehemals moderierten Katrin Eigendorf, Andrea Gries, Jasmin Hekmati, Julia Theres Held, Katrin Helwich, Britta Jäger, Matthias Pupat, Anja Roth, Anna Schilling, Miriam Steimer und Hanna Zimmermann.

## Auszeichnungen
- Nominiert für den Deutschen Fernsehpreis 2010 als Beste Information
- Deutscher Fernsehpreis 2013 für die Beste Informationssendung (auslandsjournal XXL: Brasilien)